# Droga wojewódzka nr 306
Droga wojewódzka nr 306 (DW306) – droga wojewódzka klasy G w środkowej części woj. wielkopolskiego o długości 53 km. Droga przebiega przez 2 powiaty: poznański (gminy: Stęszew, Buk), szamotulski (gminy: Duszniki) oraz przez miasta Stęszew i Buk.

## Stan drogi
Trasa na znacznej części odcinka Buk – Stęszew o długości ok. 13 km ma zniszczoną nawierzchnię, w 2019 roku zakończono prace remontowe na trzech fragmentach o łącznej długości około 3 km. W roku 2020 wykonano generalny remont drogi na odcinku od wiaduktu nad S5 w Stęszewie do skrzyżowania z DW431 w Dymaczewie Nowym.
Wielkopolski Zarząd Dróg Wojewódzkich planuje odnowę pozostałych fragmentów między Bukiem a Stęszewem. Prace mają zostać zakończone w 2023 roku.

## Dopuszczalny nacisk na oś
Od 13 marca 2021 roku na drodze dozwolony jest ruch pojazdów o nacisku pojedynczej osi do 11,5 tony z wyjątkiem określonych miejsc oznaczonych znakiem zakazu B-19.

### Do 13 marca 2021
Wcześniej droga wojewódzka nr 306 objęta była ograniczeniami dopuszczalnego nacisku pojedynczej osi:
| Znak  | Dopuszczalny nacisk | Odcinek                            |
| ----- | ------------------- | ---------------------------------- |
| DW306 | do 10 ton           | Stęszew – Nowe Dymaczewo           |
|       | do 8 ton            | Lipnica – Wilczyna – Buk – Stęszew |

## Historia numeracji
Na przestrzeni lat trasa posiadała różne oznaczenia:
| Numer | Przebieg drogi                     | Lata obowiązywania | Źródło | Uwagi                                                                                                 |
| --- | ---------------------------------- | ------------------ | --- | --- |
| Nieznana numeracja drogi przed 1985 rokiem – na ówcześnie wydawanych mapach i atlasach samochodowych trasa była oznaczana jako „droga drugorzędna” i „droga inna” (lokalna) |                                    |                    | | |
| 306 | Stęszew – Buk – Wilczyna – Lipnica | 1985 – nadal       | - Uchwała nr 192 Rady Ministrów z dnia 2 grudnia 1985 r. w sprawie zaliczenia dróg do kategorii dróg krajowych (M.P. z 1986 r. nr 3, poz. 16) - Polska: Atlas samochodowy 1:300 000. Wyd. pierwsze. Warszawa: Polskie Przedsiębiorstwo Wydawnictw Kartograficznych, 1992. ISBN 83-7000-080-0. Brak numerów stron w książce - Polska: mapa samochodowa 1:700 000, wyd. 1, Szczecin: Wydawnictwo Kartograficzne KOMPAS, 1996–1997, ISBN 83-904373-2-5. Brak numerów stron w książce - Polska: mapa samochodowa 1:700 000, wyd. II Zmienione i poprawione, Szczecin: Wydawnictwo Kartograficzne KOMPAS, 1997–1998, ISBN 83-904373-3-3. Brak numerów stron w książce - Rozporządzenie Rady Ministrów z dnia 15 grudnia 1998 r. w sprawie ustalenia wykazu dróg krajowych i wojewódzkich (Dz.U. z 1998 r. nr 160, poz. 1071) - Polska 2016: mapa samochodowa 1:700 000, wyd. XXVII, Dom Wydawniczy PWN, 2016, ISBN 978-83-7705-942-5. Brak numerów stron w książce | W latach 1985–1998 jako droga krajowa                                                                 |
| 431 | Stęszew – Dymaczewo                | 1985 – 2000        | - Uchwała nr 192 Rady Ministrów z dnia 2 grudnia 1985 r. w sprawie zaliczenia dróg do kategorii dróg krajowych (M.P. z 1986 r. nr 3, poz. 16) - Polska: Atlas samochodowy 1:300 000. Wyd. pierwsze. Warszawa: Polskie Przedsiębiorstwo Wydawnictw Kartograficznych, 1992. ISBN 83-7000-080-0. Brak numerów stron w książce - Polska: mapa samochodowa 1:700 000, wyd. 1, Szczecin: Wydawnictwo Kartograficzne KOMPAS, 1996–1997, ISBN 83-904373-2-5. Brak numerów stron w książce - Polska: mapa samochodowa 1:700 000, wyd. II Zmienione i poprawione, Szczecin: Wydawnictwo Kartograficzne KOMPAS, 1997–1998, ISBN 83-904373-3-3. Brak numerów stron w książce - Rozporządzenie Rady Ministrów z dnia 15 grudnia 1998 r. w sprawie ustalenia wykazu dróg krajowych i wojewódzkich (Dz.U. z 1998 r. nr 160, poz. 1071) | • W latach 1985–1998 jako droga krajowa • Dozwolony ruch ciężki – dopuszczalny nacisk na oś do 10 ton |

## Miejscowości leżące przy trasie DW306
- Dymaczewo Nowe
- Łódź
- Witobel
- Stęszew
- Wielka Wieś
- Tomice
- Tomiczki
- Buk
- Sędzinko
- Sędziny
- Duszniki
- Wilczyna
- Sękowo
- Pólko
- Wierzchaczewo
- Lipnica